# Buchnera palustris
Pour l’article homonyme, voir Buchnera.
Espèce
Classification APG III (2009)
Synonymes
- Buchnera leiantha Standl.
- Buchnera weberbaueri Diels
- Piripea palustris Aubl. - Basionyme[3]

Buchnera palustris est une espèce de plantes à fleurs herbacées  appartenant à la famille des Orobanchaceae (anciennement Scrophulariaceae). Elle est originaire d'Amérique du Sud.

## Description
Buchnera palustris est une herbacée annuelle élancée, plus ou moins scabre. La tige est simple à peu ramifiée au sommet. Les feuilles sont linéaires entières, uninervées, un peu obovales pour les feuilles inférieures. L'inflorescence est en épi grêle terminal. Les fleurs sont sessiles alternes. Deux fois plus longue que le calice, la corolle est pourpre, en tube courbé, et à 5 lobes inégaux.

## Répartition
On rencontre Buchnera palustris de l'Amérique centrale au Paraguay en passant par la Colombie, le Venezuela, le Guyana, le Suriname, la Guyane, le Pérou et le Brésil.

## Écologie
Buchnera palustris pousse depuis le niveau de la mer jusqu'à 50–1 400 m d'altitude, dans les savanes, les espaces ouverts le long des cours d'eau ruisseaux et sur les rives des lacs, sur des sol avec un horizon lessivé blanchi jusqu'à un engorgement par l'eau jusqu'à la surface. Elle fleurit en Guyane de mars à août.

## Histoire naturelle
En 1775, le botaniste Aublet propose la diagnose suivante : 
« PIRIPEA paluſtris. (Tabula 253.) 

Herba caule pedali, ftriato. Folia alcerna, linearia, canalicular; pollicaria, quandoque longlora, arguta, denticulata. Flores ſpicati, ſeſſiles, purpuraſcentes, alternatim diſpoſiti, & remoti. 
Florebat Septembri. 

Habitat prope Courou, in pratis humidis. »

« LA PIRIPE aquatique. (PLANCHE 253.)
La racine de cette plante eſt menue, rameuſe & fibreuſe. Elle pouſſe une tige grêle, branchue, ſtriée & haute d'un pied. Ses feuilles ſont alternes, très étroites, finement dentelées, vertes, creuſées en gouttiere dans toute leur longueur, qui eſt d'un pouce & plus. 
Les fleurs naiſſent diſpoſées en épi à l'extrémité des tiges & des Blanches. Elles ſont ſeſſiles & alternes. Leur calice eſt garni à ſa baſe de trois écailles courtes & aiguës. Il eſt d'une ſeule pièce, évaſé a ſa partie ſupérieure qui eſt diviſée en cinq parties inégales & aiguës. 
La corolle eſt d'une ſeule pièce ; c'eſt un tube long de cinq lignes, attache au fond du calice autour de l'ovaire. Ce tube eſt incliné &"" courbe, il ſe partage eh ſon limbe en cinq lobes inégaux, larges, arrondis & crénelés ; leur couleur eſt purpurine. L'entrée du tube eſt fermée par pluſieurs corps longs & blancs. 
Les étamines ſont au nombre de quatre, deux plus longues, & deux plus courtes ; elles ſont attachées a la paroi interne & moyenne du tube. Les filets ſont courts. Les anthères ſont longues, à deux bourſes. 
Le piſtil eſt un ovaire oblong, à quatre angles, ſurmonté par un style court, terminé par un stigmate renflé & pointu. 
L'ovaire devient une capsule ſèche, à deux loges ſéparées par une cloiſon, & remplie de menues semences. 
J'ai trouvé cette plante dans les ſavanes de Courou. Elle étoit en fleur & en fruit dans le mois de Septembre. »

— Fusée-Aublet, 1775.